# Jer

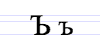
jerŭ

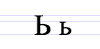
jerĭ

Jer is de benaming voor twee letters uit het cyrillische alfabet, namelijk de ъ (ѥръ, jerŭ) en de ь (ѥрь, jerĭ). De glagolitische tegenhangers van deze letters zijn  resp. . In het vroege Slavisch, waaronder Oudkerkslavisch, vertegenwoordigden zij twee korte klinkers, die samen jers worden genoemd. Het Bulgaars is de enige moderne Slavische taal die een van beide, de ъ, als klinker heeft behouden. In alle andere Slavische talen zijn de jers verdwenen - al dan niet met beïnvloeding van de omliggende klanken - of hebben ze zich tot andere klinkers ontwikkeld.

## Ontwikkeling

### Oorsprong
De korte of gereduceerde klinkers ъ (ŭ) en ь (ĭ) ontwikkelden zich in het Proto-Slavisch uit de Proto-Indo-Europese korte [u] respectievelijk de korte [i]. De jers verspreidden zich sterk bij de Wet van open lettergrepen, die ervoor zorgde dat alle lettergrepen in het Proto-Slavisch op een klinker gingen eindigen; jers werden hiertoe ingevoegd in medeklinkerclusters en aan het woordeinde. In het Oudkerkslavisch duurt de Oerslavische situatie op dit punt vrijwel onveranderd voort en worden ъ en ь nog op hun oorspronkelijke posities aangetroffen. In de overgeleverde teksten is echter al te zien dat de jers geen volwaardige positie meer innamen in de Oudkerkslavische fonologie; het wegvallen van de toch al korte klinkers was begonnen.

### Uitval
Door de Wet van Havlík kwam er een tweedeling van de jers, op basis van hun plaats in het woord. Er ontstond een verschil tussen jers in "zwakke" positie en in "sterke" positie, waarbij jers aan het woordeinde altijd zwak werden. Voor jers in het midden van een woord geldt dat ze sterk zijn als zich in de volgende lettergreep een zwakke jer bevindt.
Na het ontstaan van zwakke en sterke jers gaan de zwakke ъ en ь geleidelijk uitvallen, waarbij ze soms een spoor achterlaten op de voorgaande medeklinker. De sterke jers blijven behouden en zullen zich in de moderne Slavische talen op verschillende wijze tot andere klinkers ontwikkelen. Doordat dezelfde jer binnen de verbuiging van een woord soms in sterke en soms in zwakke positie kan staan, verschijnen er zogenaamde vluchtige klinkers, die in de ene vorm wel voorkomen en in de andere niet (zie ook noot 3).
Het uitvallen van de jers geldt als de laatste fase van het uiteenvallen van het Gemeenslavisch.

## Reflex van de jers in het moderne Slavisch

### West-Slavisch
In de West-Slavische talen (Pools, Slowaaks, Sorbisch en Tsjechisch) zijn de zwakke jers verdwenen zonder de voorgaande medeklinker te beïnvloeden. De sterke jers, zowel ъ als ь, hebben zich ontwikkeld tot [e].

### Oost-Slavisch
In het Russisch, Oekraïens en Wit-Russisch valt een zwakke ъ uit zonder een spoor achter te laten; een weggevallen ь zorgt er echter voor dat de voorafgaande medeklinker gepalataliseerd of "verzacht" wordt. Ook in sterke positie blijft het onderscheid tussen ъ en ь gehandhaafd: de eerste ontwikkelde zich tot [o], de tweede tot [e].
De letter ъ komt in het Russische alfabet wel voor, maar vervult daar een andere functie en heeft geen eigen klankwaarde (zie hard teken).

### Zuid-Slavisch
De zwakke jers vallen in de Zuid-Slavische talen op gelijke wijze uit als in het West-Slavisch. Sterke jers ontwikkelen zich, zonder onderscheid tussen ъ en ь, in het Sloveens tot [e], in het Servo-Kroatisch tot [a]. In het Macedonisch komen zowel [a], [e] als [o] voor.

#### Bulgaars
Het Bulgaars heeft als enige Slavische taal de ъ als klinker behouden. Deze er goljam (ер голям, "grote jer") vertegenwoordigt een halfgesloten ongeronde achterklinker ([ɤ]) of een sjwa ([ə]).